# Mrzygłodek czarnuch
Mrzygłodek czarnuch (Melanimon tibialis) – gatunek chrząszcza z rodziny czarnuchowatych.

## Taksonomia
Gatunek ten opisany został po raz pierwszy w 1781 roku przez Johana Christiana Fabriciusa jako Opatrum tibiale.

## Morfologia
Chrząszcz o owalnym w zarysie, nagim, smoliście czarno ubarwionym ciele długości od 3 do 4 mm. Poprzeczna głowa ma zaokrągloną, ponad nadustkiem wyciętą i niemal całkowicie dzielącą oczy listewkę czołową (canthus). Oczy są małe i skośne. Powierzchnię nadustka z rzadka porastają szczecinki. Bardzo krótkie, niesięgające połowy przedplecza czułki mają cztery przedostatnie człony poprzeczne, a ostatni zaokrąglony. Poprzeczne, szersze od głowy, najszersze w przedniej ⅓ przedplecze ma kąty przednie i tylne proste. Boki przedplecza są obwiedzione listewką i w przedniej połowie zaokrąglone, a jego brzeg nasadowy prosty i również zaopatrzony w listewkę. Na powierzchni przedplecza występuje 3 lub 5 błyszczących wzgórków i para podłużnych wgłębień. Kształt tarczki jest zaokrąglony. Pokrywy są krótkie, najszersze w ⅔ długości, o słabo zaznaczonych kątach barkowych i zaokrąglonym tyle. Na ich silnie punktowanej powierzchni znajdują się nieregularne wgłębienia i wzgórki. Tylna para skrzydeł jest w pełni wykształcona i zdatna do lotu. Odnóża są krótkie. Przednia ich para pełni funkcje grzebne, w związku z czym golenie mają ząbkowane zewnętrzne krawędzie, a na rozszerzonym wierzchołku duży i tak szeroki jak stopa ząb. Golenie pozostałych par są cienkie, zwieńczone dwoma ostrogami po stronie wewnętrznej.

## Ekologia i występowanie

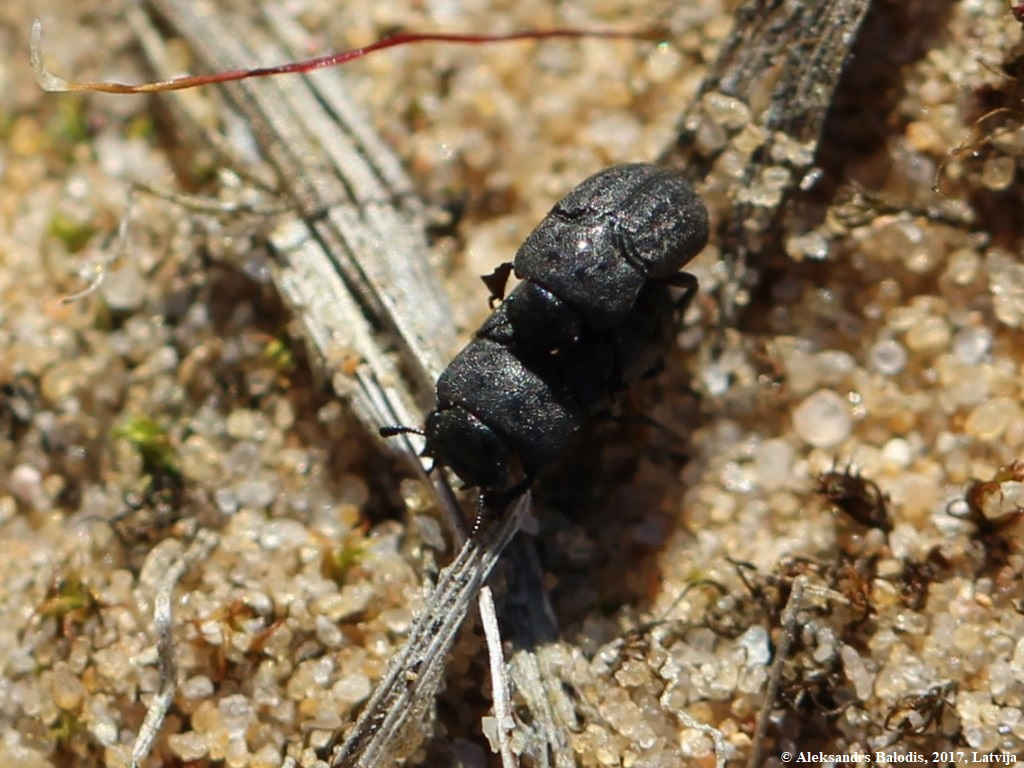
Parka w środowisku naturalnym

Owad ten zamieszkuje nizinne tereny o piaszczystym podłożu takie jak suche uprawy, miedze, pastwiska, suche skraje lasów iglastych, poręby i młodniki sosnowe. Liczniejsze jego pojawy notuje się w suchszych latach. Imagines bytują w wierzchniej warstwie gleby, między korzeniami traw, roślin zielnych i bylin, wśród igliwia oraz pod opadłymi liśćmi. Larwy żerują w glebie na szczątkach roślinnych, przy czym mogą uszkadzać korzenie i szyje korzeniowe. W trakcie pojawów masowych mogą doprowadzić do wypadania siewek w szkółkach, wskutek czego notowane są jako szkodniki leśne. Przepoczwarczają się w sierpniu i zimują w stadium owada dorosłego.
Gatunek palearktyczny, w Europie znany z Hiszpanii, Irlandii, Wielkiej Brytanii, Francji, Belgii, Holandii, Luksemburga, Niemiec, Szwajcarii, Austrii, Włoch, Danii, Norwegii, Szwecji, Finlandii, Estonii, Łotwy, Litwy, Polski, Czech, Słowacji, Węgier, Białorusi, Ukrainy, Chorwacji, Bośni i Hercegowiny, Rumunii, Bułgarii, Grecji i Rosji. W Azji występuje na Syberii Zachodniej, w Kazachstanie, Turkmenistanie i Uzbekistanie. Ponadto znany jest z Maroka.